# Cyprinodon arcuatus
Cyprinodon arcuatus és una espècie de peix de la família dels ciprinodòntids i de l'ordre dels ciprinodontiformes que es troba a Nord-amèrica: sud d'Arizona i nord de Sonora. Els mascles poden assolir els 4,6 cm de longitud total.